# Santa Maria in Aquiro
Santa Maria in Aquiro, auch Santa Maria in Cyro ist eine Kirche in Rom. Sie ist zudem Titeldiakonie der römisch-katholischen Kirche, Pfarrkirche und Klosterkirche der Somasker. Darüber hinaus ist sie römisches Zentrum der Maria-von-Lourdes-Verehrung. Ihr heutiges äußeres Aussehen erhielt sie im Wesentlichen im späten 16. Jahrhundert, der Innenraum wurde in weiten Teilen im 19. Jahrhundert im neubarocken Stil gestaltet.

## Lage
Die Kirche liegt im III. römischen Rione Colonna unmittelbar neben dem Palazzo Capranica an der nach diesem benannten Piazza Capranica, etwa 130 Meter nordöstlich des Pantheons.

## Geschichte und Baugeschichte
Eine bereits vorher an dieser Stelle stehende Kirche wurde im 8. Jahrhundert unter Papst Gregor III. neu errichtet. Ihren Namen (seine Herkunft war längere Zeit umstritten) erhielt sie wohl von einer Verballhornung des Namens eines Abtes Cyrus bzw. Abbacyrus; die Bezeichnung in Aquiro ist urkundlich erstmals im Jahr 1143 nachgewiesen. Nach einer Anregung Ignatius von Loyolas wurde die Kirche durch Papst Paul III. 1540 Sitz einer Gesellschaft, die sich um Waisen kümmert (Pia Opera degli Orfanelli), das Waisenhaus und ein Hospiz wurden im benachbarten Kloster eingerichtet. Durch eine Bulle Papst Pius V. von 1571 wurde die Pfarrei mit der von Santo Stefano dell Trullo vereint. Nachdem die zu dieser Pfarrei gehörende gleichnamige Kirche im späten 17. Jahrhundert profaniert und niedergelegt worden war, kamen zahlreiche Spolien und andere Gegenstände in den Besitz der Kirche, so auch antike römische Reliefs, die sich heute im Hof des Konservatorenpalastes befinden. Ab 1590 wurde die Kirche völlig neu errichtet, zu Beginn nach Plänen und unter der Bauleitung Francesco da Volterras. Nach dessen Tod 1594 übernahm Carlo Maderno die weiteren Arbeiten, sie wurden jedoch 1602 nach dem Tod des geldgebenden Kardinals Anton Maria Salviati unterbrochen. Erst 1681 wurden die Bauarbeiten wieder aufgenommen und die Apsis unter der Leitung Mattia de Rossis vollendet. Das bis dahin fehlende Obergeschoss der Fassade mit den Glockentürmchen wurde 1774 errichtet. Nach einem Brand 1845 wurde die Kirche von 1856 bis 1866 im Innenraum durchgreifend im neobarocken Stil umgebaut.
Der neue Inhaber des Titels, Angelo Kardinal Amato, nahm die Kirche am Freitag, den 11. Februar 2011 in Besitz; seit 2021 ist er Kardinalpriester pro hac vice.

## Fassade
Die Fassade ist zweigeschossig und fünfachsig. Jeweils beiderseits des Hauptportales sind flache Pilaster mit einer barocken Variante ionischer Kapitelle vorgestellt. Zu den Seitenportalen hin sind die äußeren Pilaster der Mittelachse gestuft, die Seitenportale tragen Segmentbögen, das Hauptportal ist als Ädikulaportal mit einem Dreiecksgiebel gestaltet. Das Programm der Mittelachse wiederholt sich im oberen Geschoss, wobei die Pilaster nunmehr korinthische Kapitelle tragen. Über dem von zwei kleinen Vollsäulen flankierten und mit einer Balustrade verzierten Rundbogenfenster des Obergeschosses schließt ein einfach gehaltener Dreiecksgiebel die Fassade ab, den Flammenvasen und ein Postament mit einem Kreuz bekrönen. Die beiden für römische Kirchen eher ungewöhnlichen Glockentürmchen tragen an den Eckpfeilern Kapitelle toskanischer Ordnung, die Balustraden unterhalb der offenen Schallfenster sind konvex gekrümmt, die Fenster selbst werden von Segmentbögen überspannt.

## Innenraum

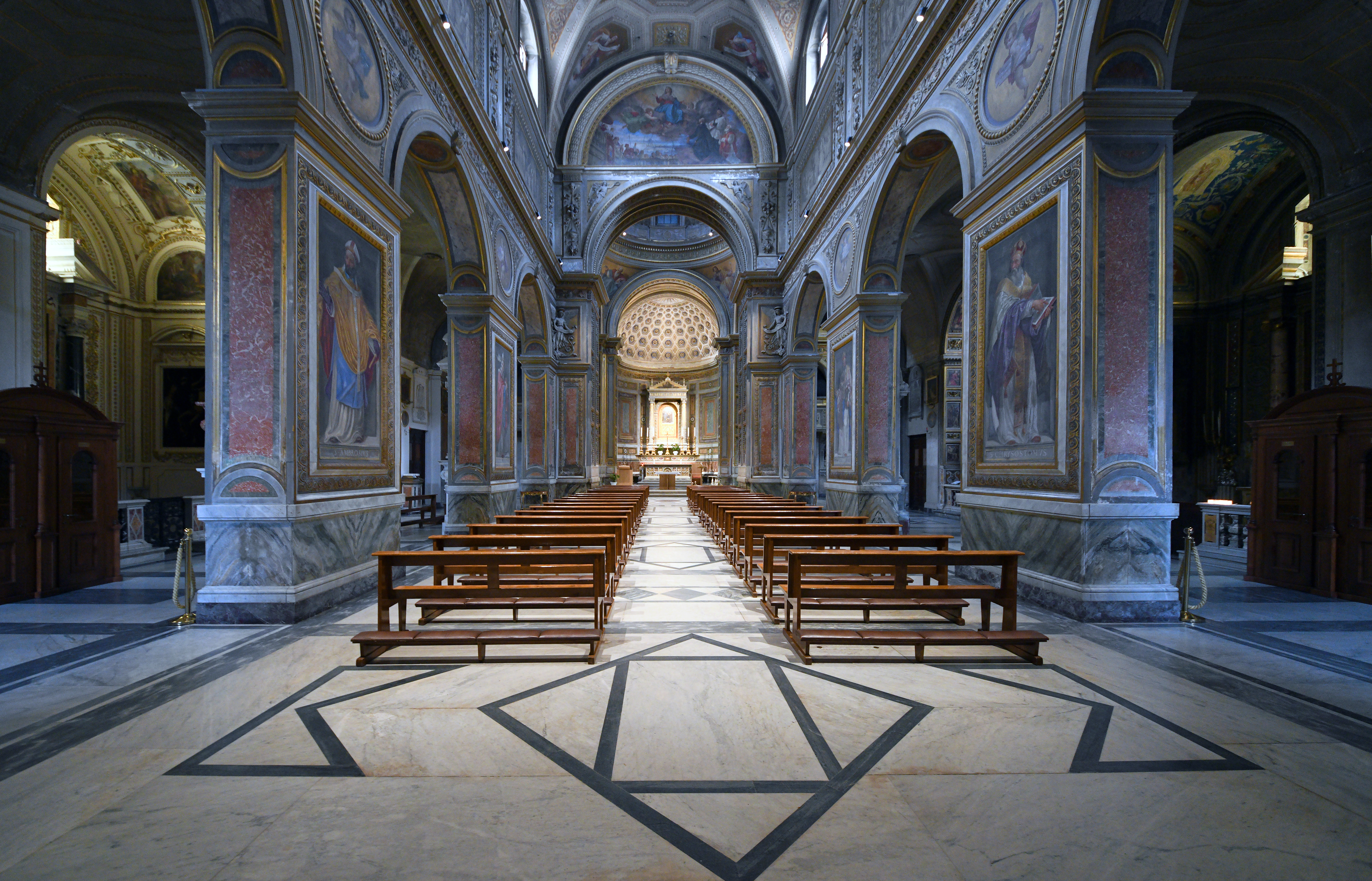
Innenraum der Kirche

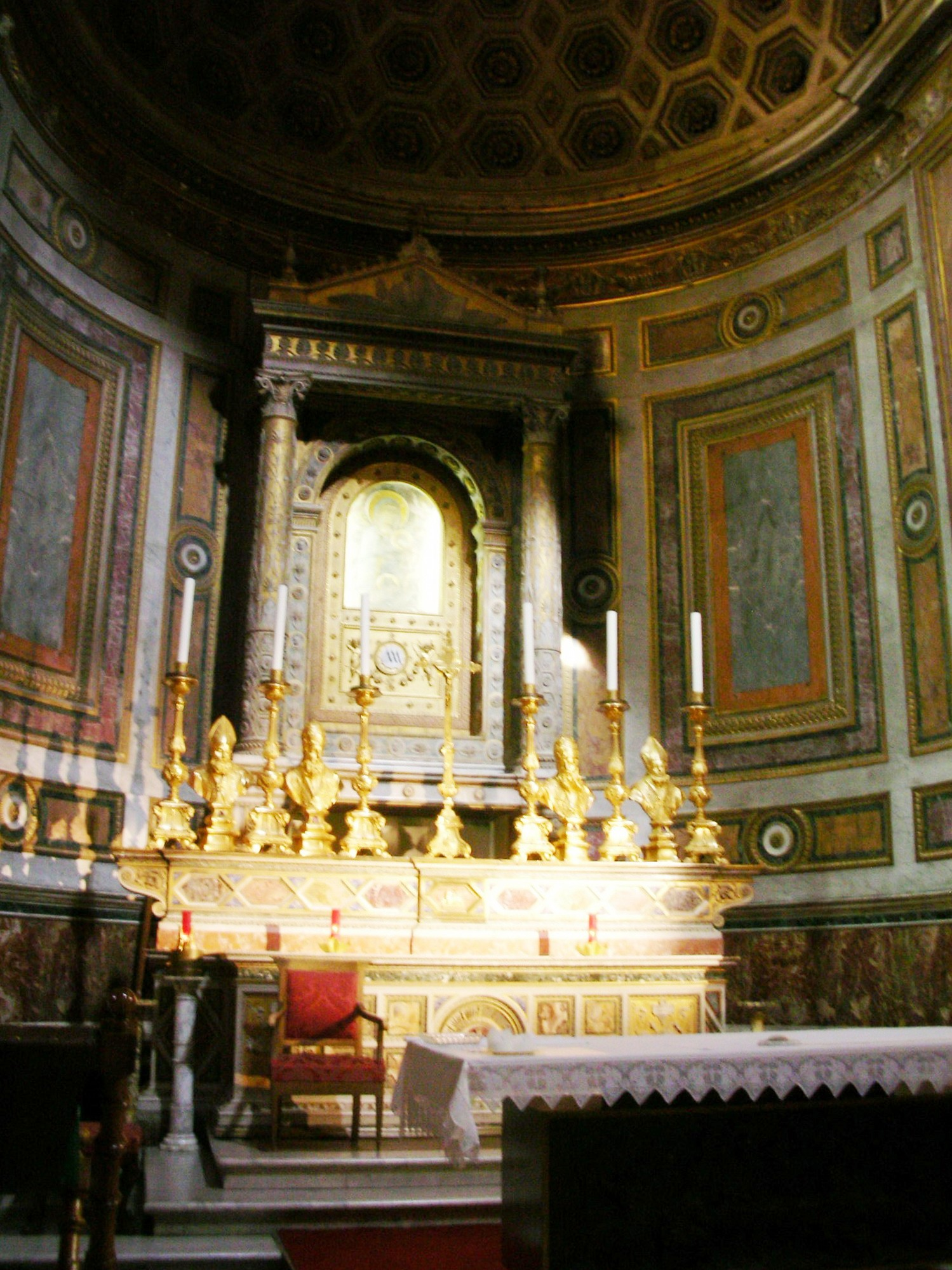
Blick auf den Hauptaltar

Die Kirche stellt sich heute als eine dreischiffige Pfeilerbasilika dar. An die Seitenschiffe wurden Seitenkapellen angefügt, die Vierung wird von einer Kuppel überspannt, es schließen sich Chor und eine runde Apsis an. Die Gewölbe wurden als Tonnengewölbe mit Stichkappen gestaltet. Die Fenster des Obergadens sind rechteckig und mit einem Segmentbogen nach oben abgeschlossen. Der Kuppeltambour wird von acht einfachen Fenstern durchbrochen.
Die Fresken des Mittelschiffs stammen überwiegend von Cesare Mariani aus den Jahren 1865 und 1866. Sie stellen an den Pfeilern Kirchenväter dar, an den Wänden Szenen aus dem Leben Marias. Die Stuckengel des Mittelschiffs stammen von Luigi Fontana, diejenigen der Vierung von Luigi Simonetti. Die Fresken der Vierung, der Kuppelpendetifs und der Kuppel selbst stammen ebenfalls von Mariani. Der Chor ist mit vorgestellten Pilastern mit Kapitellen toskanischer Ordnung gestaltet, die Marmorverkleidung der Wände ist gemalt. Der Entwurf hierfür stammt von Luca Carimi. Das Gemälde auf den Hochaltar stellt die Heimsuchung Mariä dar und soll von Giovanni Battista Buoncore aus dem 17. Jahrhundert stammen. Vielleicht handelt es sich aber auch um eine Kopie aus dem 19. Jahrhundert.
Die erste Kapelle der rechten Seite enthält eine Darstellung des Hl. Sebastian; es ist eine lombardische Arbeit zu Beginn des 17. Jahrhunderts.
Die dritte Kapelle rechts ist noch im Originalzustand aus dem Beginn des 17. Jahrhunderts, die Fresken wurden von Carlo Saraceni gefertigt. Sie enthält noch zwei Ölgemälde der Stifter der Kapelle, eines Orazio Ferrari und der Erminia Sordi.
Das rechte Querschiff enthält (wie das linke auch) eine von Kardinal Pietro Vidoni 1626 gestiftete Sängerkanzel. In diesem Seitenschiff befinden sich die fast identischen Grabmale von Lelio Virili (gest. 1701) und des Kardinals Luca Antonio Virili, der 1634 starb. Im linken Querschiff befinden sich zwei Ölgemälde mit Szenen aus dem Leben des Heiligen Hieronymus Ämiliani, des Gründers der Somasker. Ebenso befindet sich hier das Grab des 1864 gestorbenen Kardinals Domenico Savelli.
Die zweite Kapelle des linken Seitenschiffs enthält die Hauptsehenswürdigkeiten der Kirche: drei Fresken von Giovanni Battista Speranza aus dem Beginn des 17. Jahrhunderts. Sie stellen in der Mitte einen Engel mit Kreuz, links die Kreuztragung und rechts Annagelung an das Kreuz dar. Das Altargemälde stammt von Gerrit van Honthorst und stellt die Beweinung Christi dar. Ebenso von diesem niederländischen Künstler stammen die beiden anderen Gemälde in der Kapelle an den Seitenwänden, auf der linken Seite die Darstellung der Geißelung Christi, auf der rechten die Dornenkrönung Christi. Gegenüber der Kapelle liegt das Grabmal des Erzbischofs Carlo de Montecatini, gestorben 1699.
In der Kirche bestattet ist noch der 1550 gestorbene Bischof von Foligno und Humanist Blosio Palladio. Sein Grabmal befindet sich im Vorjoch, seine von einem unbekannten Künstler geschaffene Grabbüste ist an einem gelehrten, antikisierenden Stil orientiert. Gleichwohl gilt das Werk als „weniger anspruchsvoll“.